# Rawda

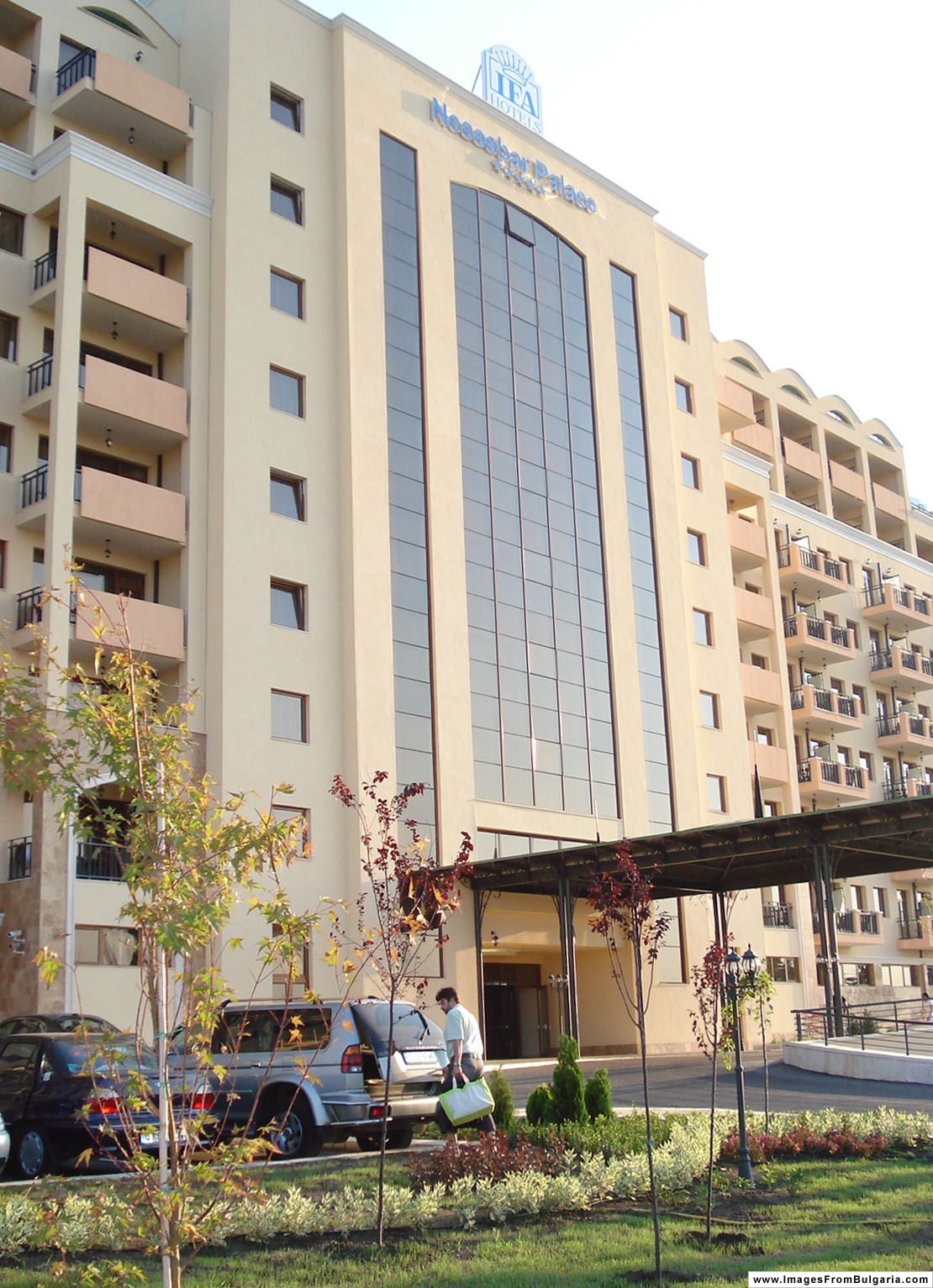
Pięciogwiazdkowy hotel w Rawdzie

Rawda (bułg. Равда) – wieś w Bułgarii, pomiędzy Burgasem a Nesebyrem, w obwodzie Burgas, w gminie Nesebyr, niedaleko przylądka Emine, na wybrzeżu Morza Czarnego. Po 1924 r. W Rawdzie osiedlili się bułgarscy uchodźcy z Macedonii Egejskiej, głównie z Kufalowa i Bosca, a kilka rodzin pochodziło z Kirkalovo, Zorbatovo, Barovitsa, Ramel, Plasnichevo, Kadinovo i Vehti Pazar.Według danych Narodowego Instytutu Statystycznego, 31 grudnia 2011 roku wieś liczyła 2161 mieszkańców.

## Gospodarka
Miejscowość ma charakter turystyczny, znajdują się w niej liczne restauracje, bary, sklepy i hotele. Cieszy się dużą popularnością wśród turystów z Polski.
Posiada połączenia autobusowe, m.in. z Nesebyrem i Słonecznym Brzegiem.

## Sport
Działa tutaj klub piłkarski FK Rawda 1954.